# Crache cœur
Pour plus de détails, voir Fiche technique et Distribution.
Crache cœur est le premier long métrage réalisé par Julia Kowalski. C'est une coproduction franco-polonaise présentée pour la première fois lors du festival de Cannes 2015, dans le cadre de la programmation de l'Association du cinéma indépendant pour sa diffusion.

## Synopsis
Jozef, un ouvrier polonais, débarque à Saint-Brieuc pour chercher son fils Roman, qu'il a abandonné quinze ans plus tôt. Il tente de le retrouver avec l'aide de Rose, la fille de son patron, sans savoir qu'il va déclencher des bouleversements dans la vie de ces deux adolescents à fleur de peau.

## Fiche technique
- Titre : Crache cœur
- Réalisation et scénario : Julia Kowalski
- Musique :  Daniel Kowalski
- Photographie : Simon Beaufils
- Montage : Martial Salomon
- Scripte : Caroline Deruas
- Décors : Héléna Cisterne
- Costumes : Ada Cichowska
- Maquillage : Anna Nobel-Nobielska (pl)
- Son : Philippe Deschamps
- Montage son : François Mereu
- Mixage son : Xavier Thieulin
- Production : Mina Driouche, Maria Blicharska et Valérie Donzelli
- Sociétés de production : Les Films de Françoise ( France) et Donten & Lacroix Films ( Pologne),
  - Soutiens à la production : Institut polonais du film (pl), Ciné+, le CNC, la Région Bretagne, Arte et Cofinova 11
- Sociétés de distribution : Zootrope Films (France) et Alpha Violet (ventes internationales)
- Pays d'origine :  France et  Pologne
- Genre : drame romantique
- Dates de sortie :
  - France : 16 mai 2015 (Festival de Cannes) ; 17 février 2016 (sortie nationale)

## Distribution
- Liv Henneguier : Rose
- Yoann Zimmer : Roman
- Andrzej Chyra : Jozef
- Artur Steranko (pl) : Bogdan, le père de Rose
- Lea Mesnil : Clémentine
- Fabienne Rocaboy : Camila